# Seki Matsunaga
Seki Matsunaga, född 25 juni 1928 i Shizuoka prefektur, Japan, död 4 mars 2013, var en japansk fotbollsspelare.